# Atomizer Geyser
De Atomizer Geyser is een geiser in het Upper Geyser Basin dat onderdeel uitmaakt van het Nationaal Park Yellowstone in de Verenigde Staten. De geiser staat in verbinding met de Artemisia Geyser en is gelegen vlak bij de rivier Firehole.
De Atomizer Geyser is een conusgeiser en heeft twee conussen. Uit één conus wordt water metershoog de lucht in gespoten, de andere conus spuit enkel stoomwolken uit. De erupties van de geiser heeft een patroon. Eerst volgen 3 tot 5 korte erupties gevolgd door een langere. De korte erupties duren circa 1 minuut en bereiken een hoogte van 9 meter. De lange eruptie duurt 8 tot 10 minuten en kan een hoogte bereiken van 15 meter.